# Crise na indústria musical em 2013-2014
Crise na indústria músical em 2013-2014 refere-se ao número baixo de vendas de discos e lucro dentro da indústria musical que vem sendo registrado desde 2013, mas que começou a mostrar indícios nos Estados Unidos a partir de 2010. 

## Antecedentes

### Primeiros indícios
Durante a semana de 30 de maio de 2010, a revista Billboard, que compila e analisa as vendas de música nos Estados Unidos, noticiou que apenas 4.984 milhões de discos haviam sido vendidos no decorrer da semana; a cifra mais baixa já reportada desde que a Nielsen SoundScan começou a analisar a indústria musical, em 1991. Sobre o fato, a publicação adicionou que os números de vendas de discos estavam decaindo mais a cada ano, estimando-se que a cifra poderia chegar a ser a mais baixa desde 1970. A semanal finalizou dizendo que, para evitar-se as infrações de copyright e decaídas maiores, seria necessária a intervenção do Congresso dos Estados Unidos. No seu documento anual sobre a situação da indústria musical, a Federação Internacional da Indústria Fonográfica (IFPI) revelou um aumento nas vendas digitais e no streaming, mas uma decaída nas vendas físicas. O single mais bem-sucedido daquele ano, "Tik Tok", da cantora de synthpop Kesha, foi comprado 12.8 milhões de vezes, convertendo-se na primeira faixa a ter mais de 10 milhões de unidades digitais compradas. Com a criação e globalização de lojas de música online, como o iTunes e a Amazon, diversos países da Europa, Oceania e América do Sul viram um grande aumento na popularidade desses serviços, tais como Argentina, Austrália e Suécia. Contudo, isso também facilitou a pirataria em outras regiões, como Brasil e Espanha, cujas porcentagens de downloads ilegais chegaram à pontuação máxima de 40%. Por outro lado, com a alta popularidade de vídeos musicais, como "Baby", do canadense Justin Bieber, que já havia registrado 430 milhões de visualizações em janeiro de 2011, plataformas como o YouTube e a Vevo tiveram um constante aumento na atividade.
Somente em 2010, vendeu-se 1,507 bilhões * de conteúdo musical mundialmente, divididos em 326.2 milhões de álbuns digitais e 1,172 bilhões * de canções. De acordo com a IFPI, as cifras dos álbuns que estrearam no top 50 das paradas musicais caiu 77% de 2003 a 2010. Além disso, 95% dos downloads globais ocorreram ilegalmente, através de métodos como o peer-to-peer (P2P). A Federazione Industria Musicale Italiana (FIMI), órgão responsável pela música na Itália, anunciou que havia sido gerado no país 234 milhões de dólares digitalmente, uma queda de 4% em relação a 2009, quando foram contabilizados 242 milhões. Já as vendas físicas caíram 3%, indo de 170 milhões de dólares a 165 milhões. Ao mesmo tempo, a associação espanhola Productores de Música de España (PROMUSICAE) relatou um decrescimento de 60% na área entre 2005 e 2010, enquanto que as digitais cresceram 20% de 2009 a 2010 e o streaming subiu impressionantes 1712%. No primeiro semestre de 2011, a organização despachou 19% de mercadoria a menos que no ano anterior. Posteriormente, durante o decorrer de 2011, continuou o crescimento de empresas como iTunes, VEVO e Spotify. A fim de evitar perdas, na América e na Europa adotaram-se medidas legais para combater a pirataria, provocando uma pequena reação nos índices. A BBC News noticiou que os britânicos estavam adotando a música digital e estavam começando a descartar pouco a pouco a ideia de comprar compact discs (CD). Repórteres afirmaram ainda que os hábitos de compra tinham mudado, e que as pessoas passaram a preferir serviços de distribuição. Mundialmente, venderam-se 1,611 bilhões * de produtos musicais por todo o ano, numa crescida de 6.9% em relação a 2010.